# Lijst van burgemeesters van Moerbeke-Waas
Dit is een lijst van burgemeesters van Moerbeke, een gemeente in de Belgische provincie Oost-Vlaanderen.
- 1809 - 1818: Jacques Verbrugghe (kath.)
- 1818 - 1830: Peter Livinus Legiest (kath.)
- 1830 - 1839: Livin François Vanden Berghe (kath.)
- 1839 - 1847: Amand Boschman (kath.)
- 1847 - 1892: Auguste Lippens (lib.)
  - 1892 - 1895: Vincent Fabry (lib., waarnemend)
- 1895 - 1905: Hippolyte de Kerchove Lippens (lib.)
- 1906 - 1920: Maurice August Lippens (lib.)
  - 1915 - 1918: Jean Mariën (lib., waarnemend)
- 1921 - 1926: Edgard Lippens (lib.)
- 1926 - 1937: Maurice August Lippens (lib.)
- 1938 - 1967: Jean Lippens (lib.)
- 1968 - 2000: Oswald Adriaensen (PVV)
- 2001 - 2012: Filip Marin (Open Vld)
- 2013 - 2022: Robby De Caluwé (Open Vld)
- 2023 - 2024: Stijn Deschepper (Open Vld)

Op 1 januari 2025 ging de gemeente Moerbeke op in de stad Lokeren.
Brussels Hoofdstedelijk Gewest:
Anderlecht · 
Brussel

Vlaanderen:
Aalst · 
Aarschot · 
Antwerpen · 
 Asse · 
Beernem · 
Bertem · 
Blankenberge · 
Brugge · 
Damme · 
De Haan · 
De Panne · 
Deerlijk · 
Deinze · 
Eeklo · 
Evergem · 
Galmaarden · 
Geraardsbergen · 
Gent · 
Halle · 
Hasselt · 
Herent · 
Herk-de-Stad · 
Herzele · 
Heusden-Zolder · 
Houthalen-Helchteren · 
Ichtegem · 
Kaprijke · 
Knokke-Heist · 
Kortemark · 
Kortenberg · 
Kortrijk · 
Leuven · 
Lichtervelde · 
Lievegem · 
Lokeren · 
Maldegem · 
Mechelen · 
Moerbeke-Waas · 
Ninove · 
Oostende · 
Oostkamp · 
Poperinge · 
Roeselare · 
Ronse · 
Sint-Lievens-Houtem · 
Sint-Niklaas · 
Sint-Truiden · 
Temse · 
Tielt · 
Tienen · 
Tongeren · 
Torhout · 
Veurne · 
Waregem · 
Wellen · 
Wetteren · 
Wichelen · 
Zaventem · 
Zedelgem · 
Zele · 
Zonhoven · 
Zottegem

Wallonië: 
Charleroi · 
's-Gravenbrakel · 
Morlanwelz · 
Ophain-Bois-Seigneur-Isaac